# ネバーランドのリンゴ
ネバーランドのリンゴは、1986年に東京創元社から発行されたゲームブック。著者は林友彦。続編に『ニフルハイムのユリ』『ネバーランドのカボチャ男』があり、総称して「ネバーランドシリーズ」と呼ばれる。これらについても本項で解説する。

## ネバーランドのリンゴ
あらすじ
ガラスが丘のリンゴの樹には若返りの果実がなり、妖精の国ネバーランドの住民たちはそれにより永遠の若さを保っていた。そのリンゴの樹が、ネバーランドを我が物にしようとたくらむ魔道士バンパーに盗まれてしまった。
時を同じくして、西の都コッドリープでは、市長ハリー・ヴーの娘エスメレーが何者かに誘拐されてしまい、困り果てたハリーは友人である猫妖精ブーカのティルトに助けを乞う。ティルトは、リンゴの樹とエスメレーを取り戻すため、魔道士バンパーに立ち向かうことになる。
概要
1000項目を誇る超大作であり、1986年当時「世界最大」という触れ込みで刊行された。ただし後半の項目の多くが「通路は上（七八一）、下（八五六）、東（七六七）、西（九三四）に続いています。」のような一行のみの記述で占められている。
ファンタジー世界が舞台であるが、当時の他作品の多くが剣と魔法の、どちらかと言えば殺伐とした世界なのに対し、本作は児童文学風のメルヘン色の強い雰囲気になっている。本文が、“ですます”体で書かれているのも特徴のひとつ。
システム
コンピュータゲームを意識しており、そのことは前書きで公言されている。例えば、主人公の命は3つあり、2回までなら冒険の途中で死んでしまってもゲームオーバーにはならない。
また、特徴的なものに「キーNo.」システムがある。これはNo.1から36まで用意された枠の中に指示に従って何らかの数値を書き込み、後でその数値を参照するものである。これはプログラミングにおける変数に近い。本作はパラグラフを自由に行き来できる双方向式ゲームブックなので、キーの数値によってイベント発生を管理している。
このほか、ゲーム中には様々なパズルが登場し、それらを解くことで道が開ける。古典的なロジックパズルが多いが、コンピュータにちなんだ暗号なども存在する。

## ニフルハイムのユリ
あらすじ
リンゴ盗難事件から1年が経ったある日、ティルトの元にハリー・ヴーから手紙が届き、今度はニフルハイムの至宝である魔法のユリが、ゴブリンの王メレアガントに奪われてしまったという。ティルトはワタリガラスの背に乗って早速ニフルハイムに向かうが、着いてみればまたもやエスメレーが行方不明になったと聞かされる。ユリとエスメレーを取り戻すため、ティルトは再び冒険に旅立つ。
概要
引き続き1000項目を達成。今回も単なる通路の項目はあるが、その数は少なくなっている。前作よりもいっそう幻想的な作品に完成されていると評された。
システム
前書きで前作の「アップバージョン」であると述べられる通り、『ネバーランドのリンゴ』とはルールが完全に共通している。よって前作のティルトでそのまま冒険することもでき、その場合（プレイ状況にもよるが）はじめから魔法を覚えているので有利に事を進められる。

## ネバーランドのカボチャ男
あらすじ
ティルトがまだ無名の若者だったころ。ネバーランドの至宝の一つ、世界中の人間に好きな夢を見せられるドリーム・ロッドは、時折ファンタジーの夢を人間に見させることで妖精の生命を繋ぎとめていた。そのロッドが世界中の人間にカボチャの夢を見させようと企む魔法使いパンプキンマンに盗まれた。ハリー・ヴーの予言により白羽の矢を立てられたティルトは、ロッド奪還の旅に出た。
概要
前2作と異なり、ゲームブックとボードゲームを組み合わせた形のゲーム。1人から4人で遊ぶことができ、プレイヤーはそれぞれ主人公のティルトとなって、奪われた秘宝ドリーム・ロッドを取り戻そうと競い合う。
複数人で本を回し読みしながら遊ぶマルチ・プレイを考慮し、1パラグラフあたりの文章はかなり簡略化されているものの、それでも長文のパラグラフもあって個々人が読書の時間を要するため、複数人で遊び易い仕様とは言い難い。イベントは全員に公開したほうがよかったのではないかと指摘されている。
システム
戦闘はいたって簡素であり、サイコロ2個の出目に自分の戦力を加えたものが敵の攻撃力を上回っていれば、即勝利となる。この簡潔さは高く評価されているのだが、肝心のゲームバランスが悪く、ザコ敵にすら勝つのは難しい。
敵キャラの多くはパンプキンマンが野菜を魔法で変化させたものであり、ゲーム中で同種の野菜を（飲食店のメニューや携帯食として）食べていれば少し有利な修正が得られる。

## 背景世界
アーサー王の伝説を下敷きに、『指輪物語』等のファンタジーから様々な要素を取り入れている。
「ネバーランドのリンゴ」「ネバーランドのカボチャ男」の舞台は妖精たちの住む島ネバーランド。外部の人間がアバロン島と呼ぶ地であり、島の北に位置する首都キャメロットにはアーサー王が眠りについている。
「ニフルハイムのユリ」の舞台はネバーランドの北に位置する大地ニフルハイム、モデルは『北欧神話』に登場する氷の国「ニヴルヘイム（ニフルヘイム）」。そのためか、本作でも極寒の大地として描かれている。フヴェルゲルミルの泉にはエクスカリバーが封じられたと語られているが、シリーズに登場する魔剣「カレードウルフ」(Caledvwlch) の名称はそのエクスカリバーの語源の一つと言われる。

### 主な種族・生物
- 猫妖精（ブーカ）
直立した猫の姿をした、小柄な種族。戦闘と狩猟の神の末裔。イメージは童話『長靴をはいた猫』に近い。主人公ティルトはこれにあたる。ブーカの肉は一部種族には美味らしく、ティルトがシチューの具にされてしまう場面もある。
- エルク（「ネバーランドのカボチャ男」ではエルフ）
尖った大きな耳を持つ人間に似た種族。他のファンタジーにおけるエルフに近い。運命と占いの神の末裔。ヒロインのエスメレーほか、様々なエルクが登場し、勢力が強いことをうかがわせる。過去にブーカがエルクに求婚した例があり、一応この2種族間の結婚は可能らしい。
- ヌー
実在のモグラに近い生物だが、サイズはポケットに収まる程度。ティルトに同行する一匹の他には登場せず、ヌーというのが種族名なのか個体名なのかは不明。
- ノーム
他のファンタジーにおけるノームに近い。鍛冶と農業の神の末裔。商人や職人としてよく登場する。
- トロール
没落した太古の巨神族の末裔。他の妖精に比べて原始的な生活をしているか、傭兵をしている者が多いようだ。
- ゴブリン
地下や海底などに住む妖精。このシリーズでは由来は書かれていないが、同じ林友彦の『ウルフヘッドの冒険』シリーズではエルフ（ブーカ、エルク、ノーム）の祖先神と敵対する神々の末裔とされている。「ニフルハイムのユリ」の敵ボスであるメレアガントなどがいる。
- バンシー
女性の姿をした精霊。霧を見通す黄色水晶を持つという。
- クリープ
由来不明の半獣半妖精の種族。小柄（ティルトの荷物に入れる）で綿毛に覆われている以外、挿絵がないので容姿の特徴は不明。舌でなめる事で傷を癒す能力がある。卵生。
- プルーグ
ネバーランドの土着ではなく、サクソン人が兵力として連れて来た種族。ブーカに似ているが、背に蝙蝠の様な翼があって飛行できる。好戦的な性格の者が多い。
- 土竜（もぐら）
この世界ではブーカを一呑みにできるほど巨大なトドに似た獣。蚊饅頭という、蚊と小麦粉を練って作った饅頭が好物。
- 人間
この島の王とされるアーサーは人間だが、永い眠りに就いている。しばしば登場する魔道士や魔女の中には「わしゃ人間だ」と発言している者がいる。一般人としての人間がどれほどいるのかは不明。
- グールー
妖精版の吸血鬼とでも言うべき存在。グールーに噛まれて死んだ妖精はグールーになる。温暖な地域では自然に腐って滅びるが、寒冷地では夜毎増えていく。聖水や魔法の緋絹に弱い。

## 書籍データ
- ネバーランドのリンゴ - 1986年7月4日初版 イラスト: 西尾誠 ISBN 4-488-90401-7
- ニフルハイムのユリ - 1987年7月28日初版 イラスト: 米田仁士 ISBN 4-488-90402-5
- ネバーランドのカボチャ男 - 1990年6月15日初版 イラスト: 若菜等 ISBN 4-488-90405-X